# Міа Крампл
Міа Крампл (словен. Mia Krampl, нар. 21 липня 2000) — словенська скелелазка . У 2019 році вона посіла друге місце на Чемпіонаті світу зі скелелазіння IFSC і кваліфікувалася для участі в Літніх Олімпійських іграх 2020 року, посівши третє місце на кваліфікації IFSC Combined в Тулузі. Крампл також має пару подіумів на молодіжному чемпіонаті світу IFSC, а також дві золоті та одну бронзову медаль на молодіжному чемпіонаті Європи.
Крампл почала займатися скелелазінням у віці шести років, оскільки її брат був спортсменом-скелелазом.
«Найважливіша частина тренувального плану — довіритись плану і віддавати йому себе на 300 %!» — сказала Міа в інтерв'ю до першої олімпіади, на якій було представлене скелелазіння.
«Єдине, що я маю сказати: я люблю змагатися! ❤️‍🔥Ці виклики, лекції, можливості стати сильнішими та кращими як спортсмен і як особистість, хвилювання, веселощі, злість, навіть смуток, я люблю все це! 🙌🏻» — написала вона в себе на фейсбук сторінці в 2022 році.
На одних зі змагань вона продовжила виступ не зважаючи на травму ноги, з якою їй було складно навіть ходити.

## Основні моменти змагань

### Олімпійська кваліфікація IFSC
- IFSC Об'єднаний кваліфікаційний турнір Тулуза 2019
  - Жінки в комбінації: 3 місце (кваліфікація)

### Чемпіонат світу зі скелелазіння IFSC
- Чемпіонат світу зі скелелазіння IFSC 2019 (Хачіодзі)
  - Жінки складність: 2 місце
- Чемпіонат світу зі скелелазіння IFSC 2021 (Москва)
  - Жінки комбінований формат: 2 місце

### Кубок світу зі скелелазіння IFSC
- Боулдерінг 2019
  - Мюнхен: 3-й

### Чемпіонат Європи зі скелелазіння IFSC
- Чемпіонат Європи зі скелелазіння IFSC 2019 (Едінбург)
  - Жінки лідирують: 2 місце

### Чемпіонат світу зі скелелазіння IFSC серед молоді
- Молодіжний чемпіонат світу IFSC 2016 (Гуанчжоу)
  - Молодіжна жінка A лідер: 2-га
- Чемпіонат світу серед молоді IFSC 2015 (Арко)
  - Жінки молоді B лідерство: 2-е

### Чемпіонат Європи серед молоді
- Молодіжний чемпіонат Європи 2018 (Брюссель)
  - Боулдерінг Юніорки: 1 ст
- Молодіжний чемпіонат Європи 2016 (Міттердорг)
  - Лідер молодіжної групи A: 3 місце
- Молодіжний чемпіонат Європи 2016 (Едінбург)
  - Жінки молоді B лідерство: 1-е